# باینا
باینا (به اسپانیایی: Baiona, Pontevedra) یک شهرستان در اسپانیا است که در استان پنتبدرا واقع شده‌است.

## خصوصیات
باینا ۳۴٫۶۳ کیلومترمربع مساحت و ۱۱٬۳۳۷ نفر جمعیت دارد.